# Tour della nazionale maschile di rugby a 15 della Nuova Zelanda 1922
Nel 1922 gli All Blacks sono impegnati in un tour che tocca alcune città della Nuova Zelanda e del Nuovo Galles del Sud.
Da segnalare che il primo confronto tra la selezione nazionale e quella dei Maori.

## Risultati
Sistema di punteggio: meta = 3 punti, Trasformazione=2 punti .Punizione e calcio da mark=  3 punti. drop = 4 punti. 
| Carterton 19 luglio 1922 | Wairarapa | 11 – 12 | Nuova Zelanda XV | (Domain) |

| Arbitro: | R Adamson |

|                                                            |           | |
| mete: Newman, Raymond Wogan, c.p.: Stanley 2 Drop: Stanley | Marcatori | mete: Belliss, Dickinson H Nicholls, Richardson 2 Steel, White trasf.: M Nicholls c.p.: M Nicholls |

| Sydney 2 agosto 1922 | Metropolitan Union | 6 – 24 | Nuova Zelanda XV | Royal Agricultural Showground |

| Arbitro: | G. Flannery |

|                                               |           |                                         |
| mete: Stanley trasf.: Stanley c.p.: Stanley 3 | Marcatori | mete: Richardson, Steel trasf.: Badeley |

| Arbitro: | T.Bosward |

|                                        |           |                  |
| mete: Marrott, Raymond trasf.: Stanley | Marcatori | mete: Brownlie 2 |

| Sydney 9 agosto 1922 | New South Wales 2nd XV | 19 – 56 | Nuova Zelanda XV | Mainly Oval |

| Palmerston North 16 agosto 1922 | Manawatu-Wellington XV | 11 – 45 | Nuova Zelanda XV | Showgrounds |

## Il match con i Maori
Al termine dei due rispettivi tour i Maori affrontano gli All Blacks
| Wellington 19 agosto 1922 | New Zealand Māori XV | 14 – 21 | Nuova Zelanda XV | (Athletic Park) |